# Siphoactia charapensis
Siphoactia charapensis är en tvåvingeart som beskrevs av Townsend 1927. Siphoactia charapensis ingår i släktet Siphoactia och familjen parasitflugor.
Artens utbredningsområde är Peru. Inga underarter finns listade i Catalogue of Life.